# Grande aile de l'os sphénoïde
 (mars 2022).
Si vous disposez d'ouvrages ou d'articles de référence ou si vous connaissez des sites web de qualité traitant du thème abordé ici, merci de compléter l'article en donnant les références utiles à sa vérifiabilité et en les liant à la section « Notes et références ».
Les grandes ailes de l'os sphénoïde (ou grande aile du sphénoïde ou anciennement aile temporale du sphénoïde ou aile postsphénoïdale) sont deux processus osseux latéraux de l'os sphénoïde situées à l'arrière du corps du sphénoïde.

## Structure
Les grandes ailes du sphénoïde sont deux solides processus osseux, qui naissent des côtés du corps du sphénoïde et sont incurvés vers le haut, latéralement et vers l'arrière.
Leur partie postérieure se projette comme un processus triangulaire qui s'insère dans l'angle entre l'écaille de l'os temporal et sa partie pétreuse
Elles présentent à leur sommet un processus dirigé vers le bas : l'épine de l'os sphénoïde.
On lui décrit deux faces :
- une face endocrânienne ou cérébrale,
- une face exocrânienne qui est divisée en quatre parties par un ensemble de quatre crêtes :
  - une face orbitaire avec comme limite externe le bord zygomatique de la grande aile de l'os sphénoïde (ou crête malaire de l'os sphénoïde) qui la sépare de la face temporale, et en bas la crête orbitaire de séparation avec la face maxillaire,
  - une face temporale avec comme limite interne le bord zygomatique de la grande aile de l'os sphénoïde, et inférieure la crête infra-temporale,
  - une face infratemporale limitée en haut par la crête infra-temporale,
  - une face maxillaire  limitée en haut par la crête orbitaire.

et cinq bords : 
- le bord supérieur,
- le bord antérieur,
- le bord latéral,
- le bord postérieur,
- le bord médial.

L'ensemble des deux faces temporale et infratemporale constitue la face temporo-zygomatique de la grande aile de l'os sphénoïde.

### Face endocrânienne
La face endocrânienne de chaque grande aile fait partie de la fosse crânienne moyenne.
Elle est profondément concave et présente des dépressions pour les circonvolutions du lobe temporal du cerveau. Elle est également marquée par un sillon pour l'artère méningée moyenne.
Elle présente plusieurs foramens près de la base :
- Le foramen rond, à l'avant entre les racines antérieure et moyenne de la grande aile, permet le passage du nerf maxillaire vers la fosse ptérygo-palatine..
- Le foramen ovale, derrière ce dernier et entre les racines moyenne et postérieure de la grande aile, permet le passage du nerf mandibulaire et de l'artère ptérygoméningée.
- Le foramen veineux ou trou de Vésale est parfois présent. C'est une petite ouverture en dedans du foramen ovale, en face de la racine du processus ptérygoïde. Il permet le passage d'une petite veine du sinus caverneux.
- Le foramen épineux se trouve dans l'angle postérieur, près et devant l'épine de l'os sphénoïde et latéro-postérieur au foramen ovale ; c'est un canal court qui permet le passage des vaisseaux méningés moyens et du rameau méningé du nerf mandibulaire.
- Le foramen pétreux ou trou d'Arnold est inconstant entre le foramen épineux et le foramen ovale. Il permet le passage du nerf petit pétreux.

### Face  exocrânienne

#### Face orbitaire
La face orbitaire de la grande aile est lisse et de forme triangulaire. Elle est dirigée vers l'avant et médialement et forme la partie postérieure de la paroi latérale de l'orbite. 
Sa base est formée par le bord zygomatique de la grande aile articulé avec l'os zygomatique. Son bord supérieur forme la lèvre inférieure de la fissure orbitaire supérieure. Son bord inférieur est marqué par la crête orbitaire qui la sépare de la face maxillaire et forme la limite supérieure de la fissure orbitaire inférieure.

#### Face temporale
La face temporale orientée en dehors et en avant, forme la partie supérieure de la face temporo-zygomatique et la partie antérieure de la fosse temporale.
Elle est séparée de la face orbitaire par le bord zygomatique, et séparée de la face infratemporale par la crête infra-temporale.
Elle s'articule à l'avant avec l'os zygomatique et l'os frontal et en arrière avec l'écaille de l'os temporal.
Elle donne insertion au muscle temporal.

#### Face infratemporale
La face infratemporale forme la partie inférieure de la face temporo-zygomatique et constitue la partie supérieure de la fosse infratemporale. Elle est horizontale et orientée en bas.
Elle est séparée en haut de la face temporale par la crête infra-temporale.
Elle est en continuité avec la face externe du processus ptérygoïde.
Elle présente le foramen ovale et le foramen épineux.
C'est une zone d'insertion du muscle ptérygoïdien latéral et du fascia ptérygo-temporo-maxillaire.

#### Face maxillaire
La face maxillaire (ou face sphéno-maxillaire) est orientée en avant, en dedans et en bas. Elle est située entre la partie orbitaire en haut et le processus ptérygoïde en bas.
Elle est séparée de la partie orbitaire par la crête orbitaire.
Dans sa partie médiale, on trouve le foramen rond.
Elle forme la partie supérieure de la fosse ptérygo-palatine.

### Bords

#### Bord supérieur
Le bord supérieur forme une surface articulaire en L.
Sa partie antérieure forme le bord frontal triangulaire s'articulant avec l'os frontal.
Sa partie postérieure forme le bord pariétal qui s'articule avec l'angle sphénoïdal de l'os pariétal au niveau du ptérion.
Il possède également une portion non articulaire formant la limite inférieure de la fissure orbitaire supérieure.
Le bord pariétal peut être décrit également comme la partie supérieure du bord latéral.

#### Bord postérieur
Le bord postérieur s'étend de l'épine de l'os sphénoïde au corps de l'os sphénoïde. Il est irrégulier.
Sa moitié médiale forme la limite antérieure du foramen déchiré et présente l'ouverture postérieure du canal ptérygoïdien pour le passage du nerf et de l'artère correspondants.
Sa moitié latérale s'articule, au moyen d'une synchondrose, avec la partie pétreuse de l'os temporal.
A son extrémité postérieure se trouve l'épine de l'os sphénoïde point d'insertion du muscle tenseur du voile du palais, au ligament sphéno-mandibulaire et au ligament ptérygo-épineux..
A son extrémité antérieure se  présente la lingula sphénoïdale.

#### Bord latéral
Le bord latéral ou bord squameux s'articule avec l'écaille de l'os temporal.
Cette partie est concave, dentelée et biseautée en interne dans sa portion horizontale et externe dans sa portion verticale. Entre ces deux portion se trouve le point sphéno-squameux.
Dans la littérature, le bord pariétal décrit dans le bord supérieur peut être inclut comme la partie supérieure du bord latéral.

#### Bord antérieur
Le bord antérieur (ou bord zygomatique ou crête malaire du sphénoïde) sépare la face orbitaire de la face temporale.
Il s'articule avec le processus frontal de l'os zygomatique.

#### Bord médial
Le bord médial correspond au racines de la grande aile : les racines antérieure, moyenne et postérieure.
Entre la racine antérieure et la racine moyenne se trouve le foramen rond.
Entre la racine moyenne et la racine postérieure se trouve le foramen ovale.

### Embryologie
La grande aile de l'os sphénoïde se développe initialement comme  un os séparé et est toujours indépendant à la naissance chez l'homme.

## Anatomie comparée
Chez de nombreux mammifères, comme le chien, la grande aile de l'os sphénoïde reste un os séparé tout au long de la vie, dans ce cas on lui donne le nom d'alisphénoïde.

## Galerie

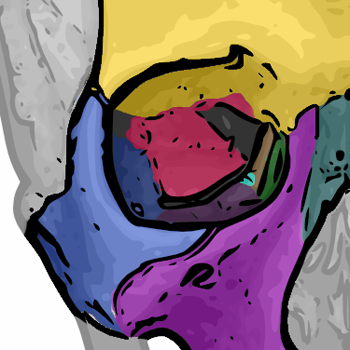
Les sept os qui s'articulent pour former l'orbite.
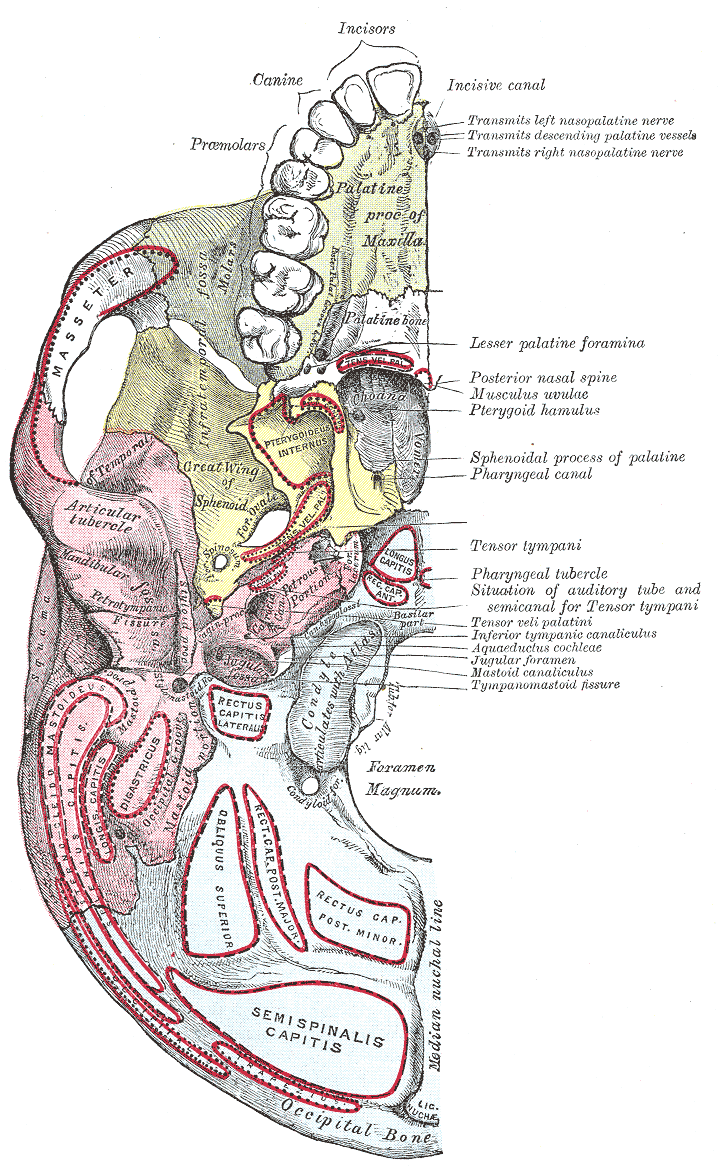
Base du crâne. Surface inférieure.
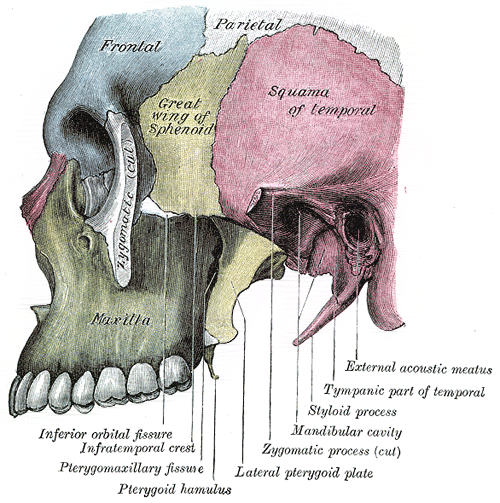
Fosse infratemporale gauche.
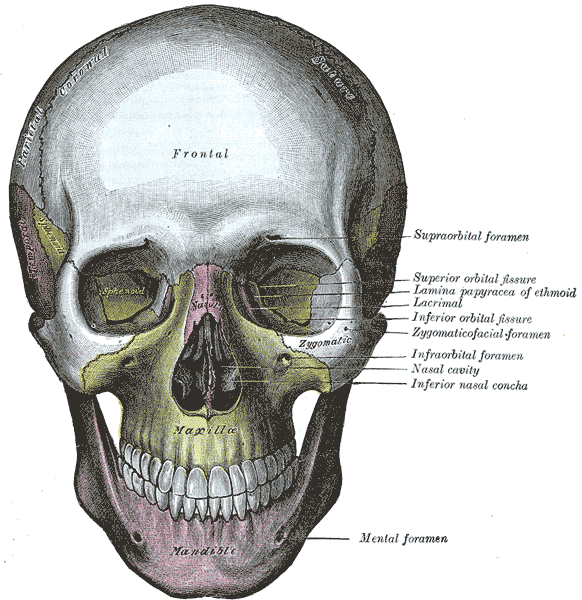
Le crâne de face.
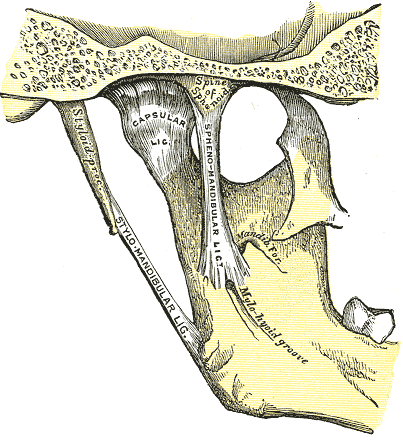
Articulation de la mandibule. Aspect médial.
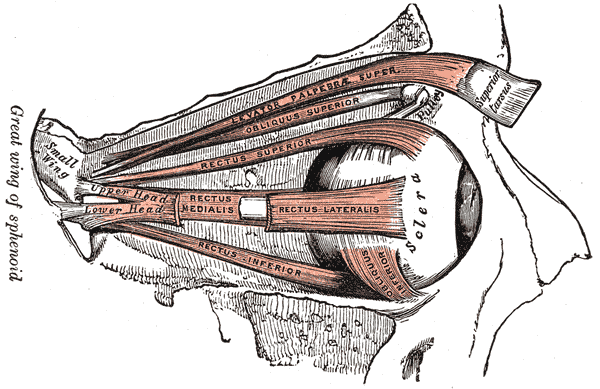
Muscles de l'orbite droite.
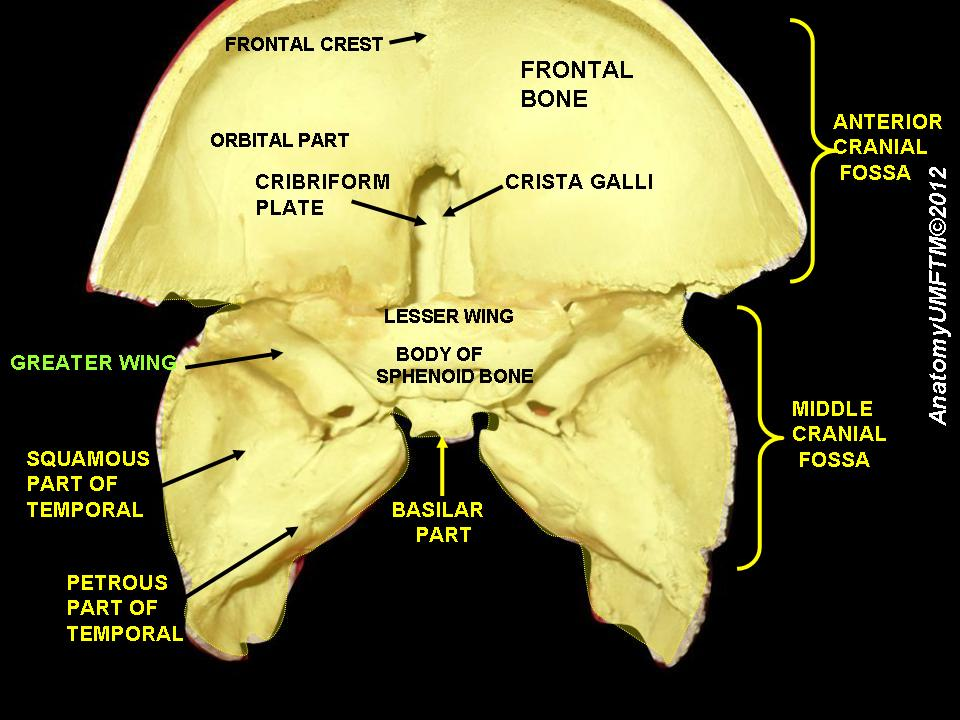
Grande aile du sphénoïde
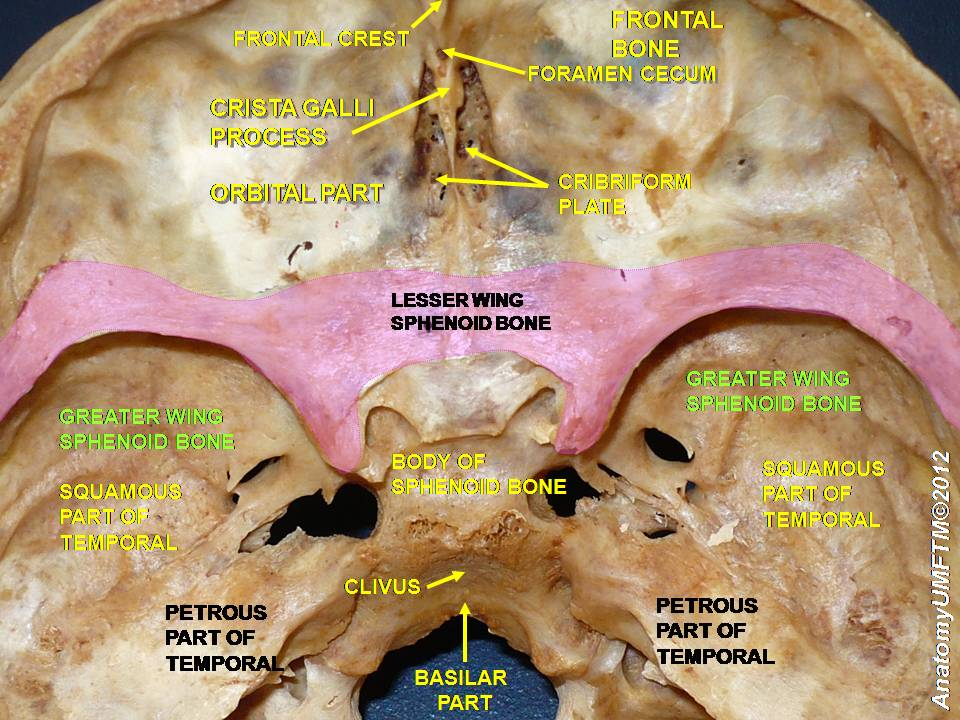
Grande aile du sphénoïde
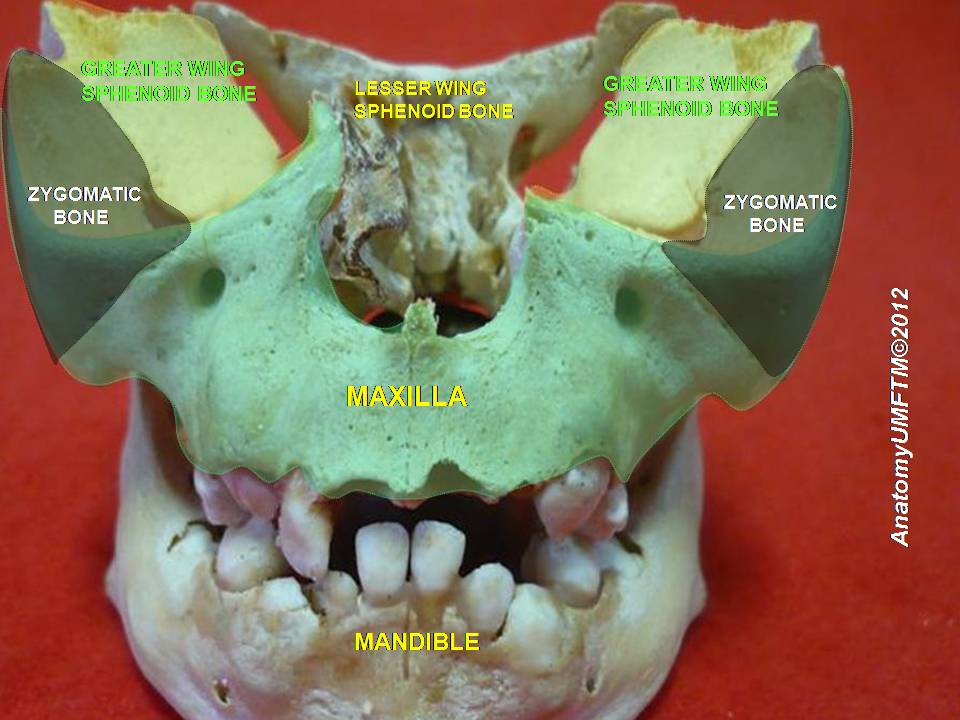
Grande aile du sphénoïde
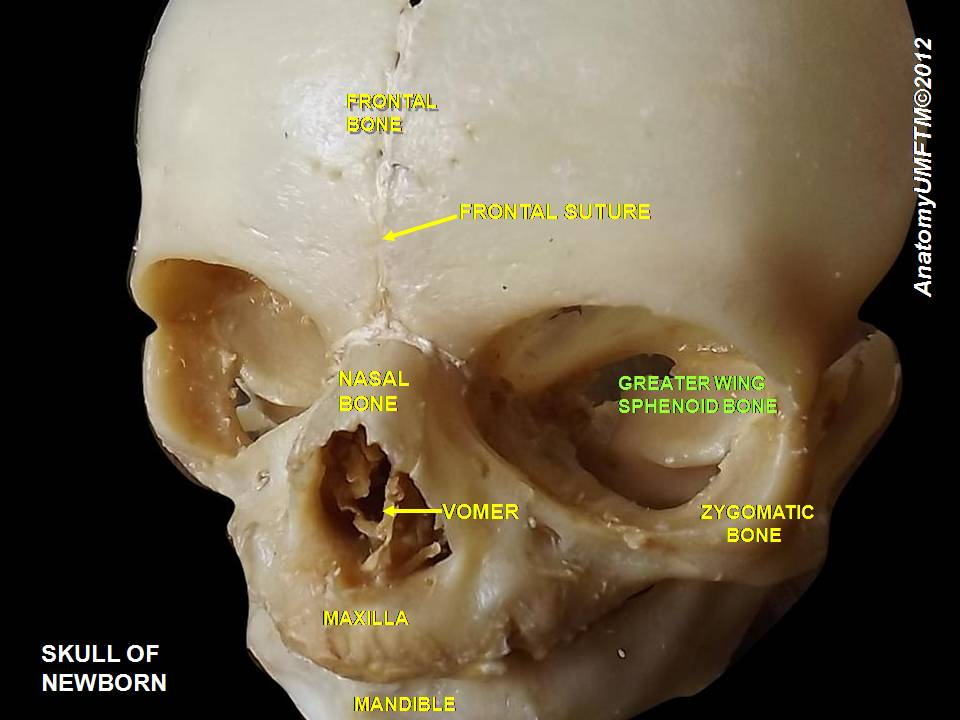
Grande aile du sphénoïde
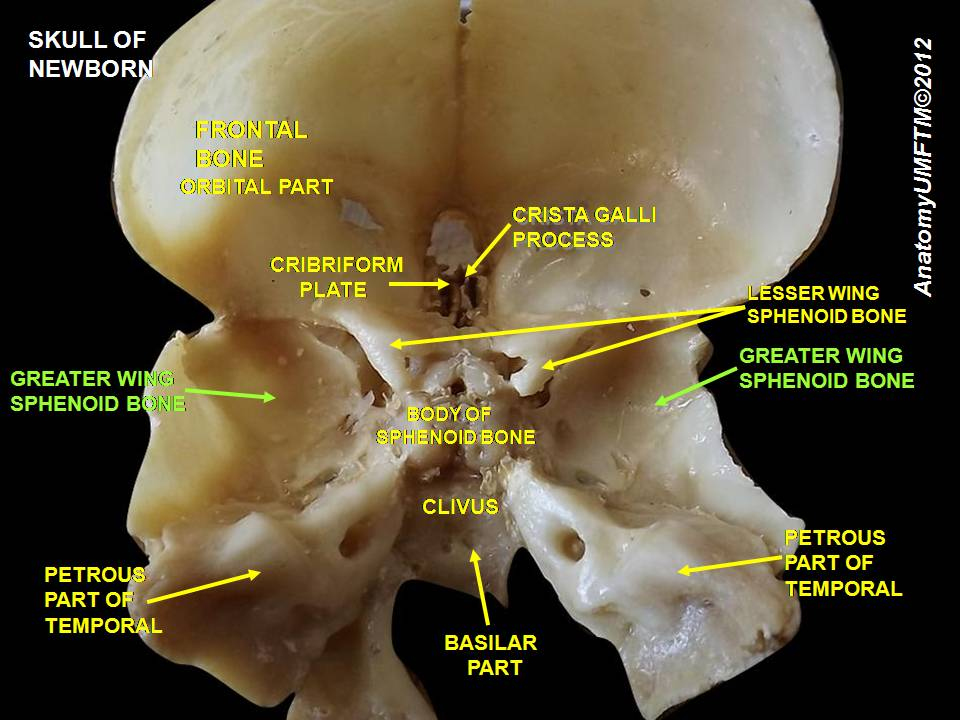
Grande aile du sphénoïde